# The Chain Gang
The Chain Gang je krátký animovaný film s Mickeym Mousem, který byl vydán 18. října 1930. Je to vůbec první film, ve kterém se objevil pes Pluto (hrál jednoho ze psů, které ve snímku honili Mickeyho po jeho útěku z vězení).
Prostředím děje je věznice. Tam pochodují různá zvířata představující vězně s řetězy a koulí na nohou, Mickey se nechá táhnout na své kouli na samotném konci řady. Vězni se dají do práce, načež si jejich dozorce (kterého hraje Pete) zdřímne. Vězni jeho nepozornosti využijí a začnou zpívat a hrát na improvizované hudební nástroje, jediný Mickey hraje na opravdový hudební nástroj – foukací harmoniku. Jeden z vězňů pak nechtěně probudí Peteho, který začne kolem sebe křičet na poplach a všichni vězni se dají na útěk. Dozorci po nich začnou střílet z pušek, mezitím se však Mickeymu podaří dostat se přes vězeňskou zeď.
Dozorci jej spatří a jeden za ním začne utíkat s hlídacími psy (jeden z nich je Pluto, který se tak vůbec poprvé představil ve filmu). Mickeymu se podaří utéci a nasedne na bryčku taženou dvěma koňmi, které se vydají bez bryčky na zběsilý útěk s Mickeym na svých zádech. Dojedou až ke srázu, kde se zastaví a Mickey přes ně přepadne a padá dolů. Spadne na střechu věznice, kterou se propadá až do přízemní cely. Tam jsou již dva psi, se kterými si Mickey ještě krátce zazpívá a tím celý děj končí.